# Carl Lunsford
Carl Lunsford (* 12. Oktober 1934 in Ohio; † 5. August 2025) war ein US-amerikanischer Musiker (Banjo, Gesang) des Dixieland.

## Leben und Wirken
Lunsford wuchs in Ohio auf und zog nach dem College nach New York City, um eine Musikerkarriere zu beginnen. Als Autodidakt wurde er zu einer tragenden Säule vieler Bands des traditionellen Jazz, darunter mit Red Onion, Red Garter und ab den frühen 1970er-Jahren in der Turk Murphy Jazz Band in San Francisco. Neben dem Traditional Jazz spielte er auch in Theater-Orchestern, wie für die Broadway-Aufführung von „The Boyfriend“ und in einem Off-Broadway-Musical mit Shel Silverstein. Außerdem trat er mit Mahalia Jackson und Robert Goulet im Weißen Haus für Präsident Johnson auf. Im Bereich des Jazz war er laut Tom Lord zwischen 1958 und 1998 an 34 Aufnahmesessions beteiligt, u. a. auch mit Kenny Davern, Ernie Carson/Bob Greene, Joel Schiavone, Turk Murphy, mit The St. Peter Street Strutters, The Golden State Jazz Band, Natural Gas Jazz Band, The Minstrels of Annie Street und The Down Home Five.

## Diskographische Hinweise
- The Down Home Five: Strut Miss Lizzie (Stop Off, 1992), mit Chris Tyle, John Gill, Bob Helm, Ray Skjelbred, Bill Carroll und Hal Smith
- The Minstrels of Annie Street: Original Tuxedo Rag (Stop Off, 1992), mit Chris Tyle, Bob Schulz, John Gill, Phil Howe, Ray Skjelbred, Bill Carroll und Hal Smith